# Јерменија на Европском првенству у атлетици у дворани 2021.
Јерменија је учествовала 36. Европском првенству у дворани 2021 који се одржао у Торуњу, Пољска, од 4. до 7. марта. Ово је било дванаесто Европско првенство у атлетици у дворани од 1996. године када је Јерменија први пут учествовала, пропустила је првенство одржано 2002 године. Репрезентацију Јерменије представљала су 2 такмичара који су се такмичили у 2 дисциплине.
На овом првенству представници Јерменије нису освојили ниједну медаљу. У табели успешности према броју и пласману такмичара који су учествовали у финалним такмичењима (првих 8 такмичара) Јерменија је са 1 такмичарем заузела 29. место са 4 бода.
| Пл. | Земља     | 1. место | 2. место | 3. место | 4. место | 5. место | 6. место | 7. место | 8. место | Бр. фин.-Бод. |
| --- | --------- | -------- | -------- | -------- | -------- | -------- | -------- | -------- | -------- | ------------- |
| 29. | Јерменија | –        | –        | –        | –        | 1–4      | –        | –        | –        | 1 – 4         |

## Учесници
Мушкарци:
- Александар Донигиан — 60 м
- Левон Агхасиан — Троскок

## Резултати

### Мушкарци
| Атлетичар           | Дисциплина | Лични рекорд | Квалификације | Квалификације | Полуфинале           | Полуфинале           | Финале               | Финале       | Детаљи |
| Атлетичар           | Дисциплина | Лични рекорд | Резултат      | Место         | Резултат             | Место                | Резултат             | Место        | Детаљи |
| ------------------- | ---------- | ------------ | ------------- | ------------- | -------------------- | -------------------- | -------------------- | ------------ | ------ |
| Александар Донигиан | 60 м       | 6,64         | 6,78 (.776)   | 5. у гр. 9    | Није се квалификовао | Није се квалификовао | Није се квалификовао | 42 / 63 (65) |        |
| Левон Агхасиан      | Троскок    | 16,79        | 16,38 кв      | 7.            |                      |                      | 16,55 ЛРС            | 5 / 15       |        |